# 과일 따기

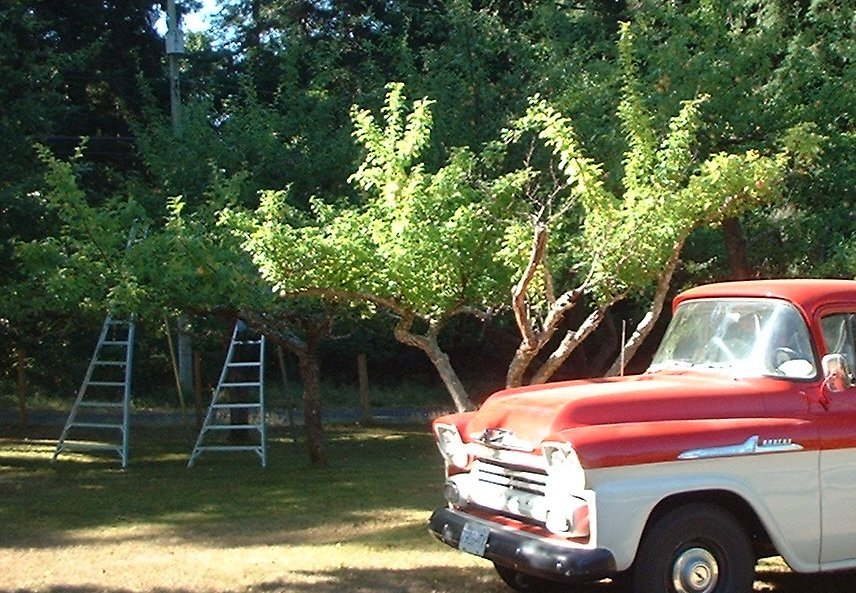
오래된 농장 스테드 사과 과수원의 과수원 사다리, 캐나다 브리티시 컬럼비아, 2005

과일 따기 또는 과일 수확은 과일이 야생에서 자라거나 과수원에서 농사를 짓는 지역에서 수확 기간 동안 발생하는 계절적 활동(유료 또는 레크리에이션)이다. 일부 농장에서는 가치를 추가하는 농업 관광의 한 형태로 북미의 애플과 오렌지 따기 전통과 같이 과수원을 위한 "유픽"을 판매한다.